# Bulbophyllum stipulaceum
Bulbophyllum stipulaceum är en orkidéart som beskrevs av Rudolf Schlechter. Bulbophyllum stipulaceum ingår i släktet Bulbophyllum och familjen orkidéer. Inga underarter finns listade i Catalogue of Life.